# 린수즈
린수즈(중국어 정체자: 林樹枝, 병음: Lín Shùzhī, 1946년 12월 18일 ~ 2023년 8월 14일)는 대만 백색테러 시대의 정치적 피해자.